# Cochem
Cochem település Németországban, Rajna-vidék-Pfalz tartományban. Lakosainak száma 5346 fő (2023. december 31.).

## Fekvése
Triertől északkeletre, a B49-es út mellett, a Mosel-völgyében fekvő település.

## Története

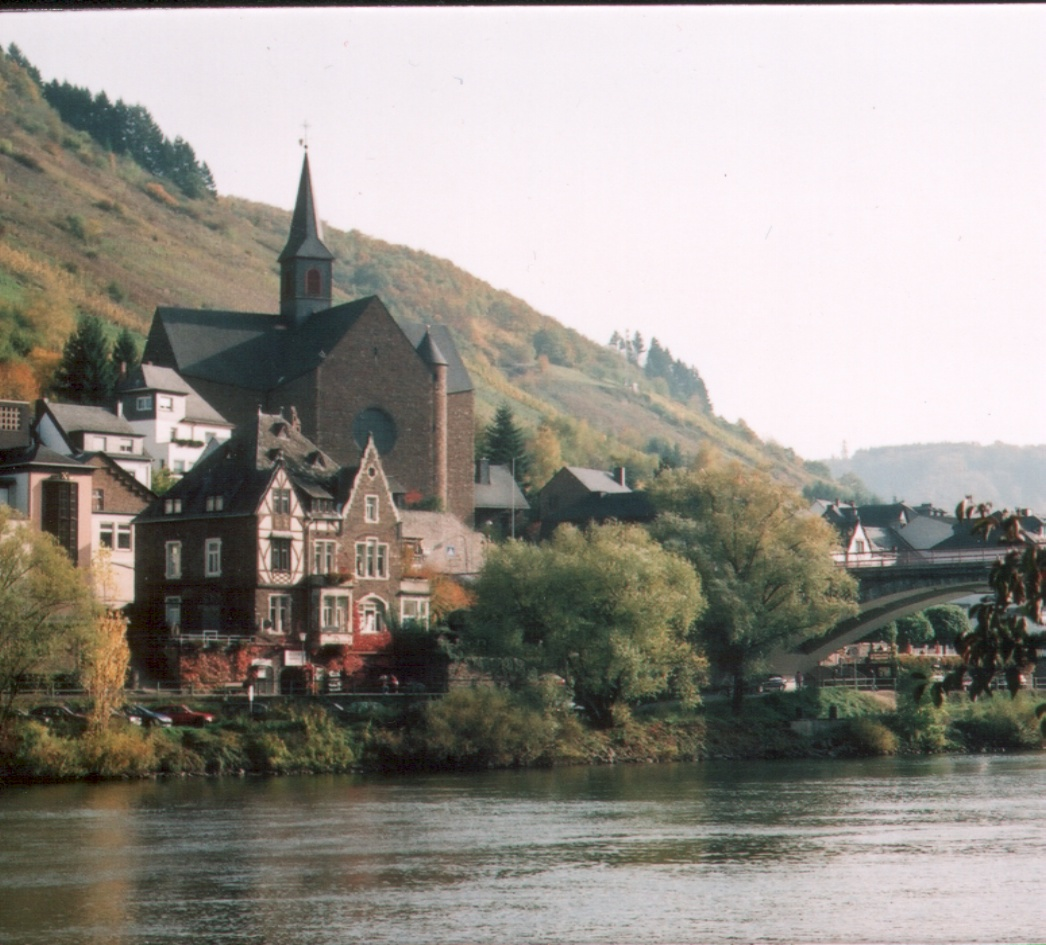

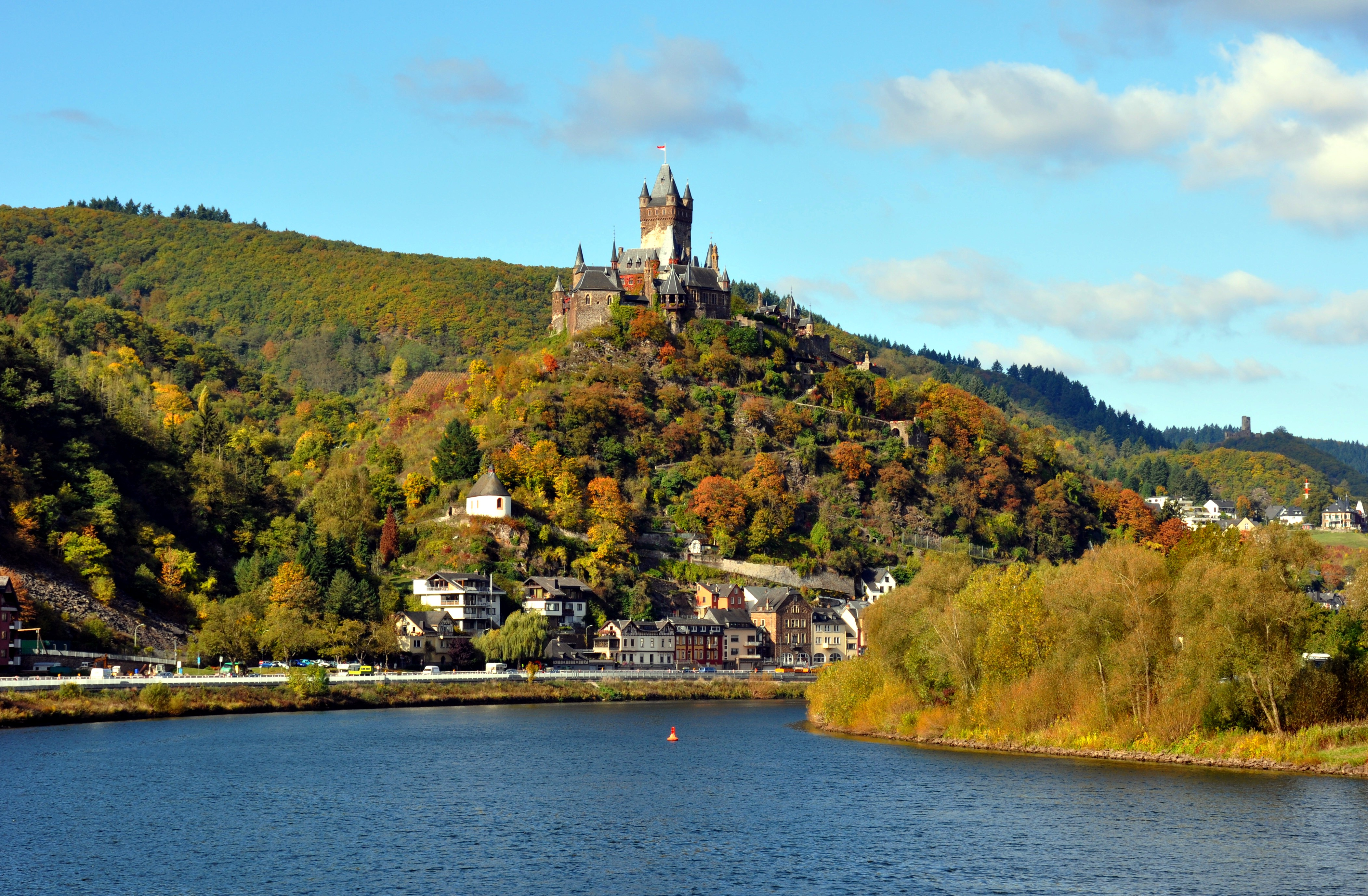
Cochem látképe a fölötte magasodó várral

A Mósel völgyének egyik legszebb pontja. a települést a folyó jobb partján fekvő Cond helységgel híd köti össze.
A város felett pedig ott magasodik az 1072-ben emelt Cochem-vár. A várat a franciák 1689-ben lerombolták, de 1869-1877 között helyreállították.

## Nevezetességek
- Cochem-vár (Reischsburg Cochem)
- Szent Márton templom - 1736-ban újították fel
- Városháza - 1739-ben épült
- Kapucinus kolostortemplom - 1802-ben épült
- Enderttor - a régi városi erődítményből maradt fenn

## Népesség
A település népességének változása:
| Lakosok száma | 6583 | 5259 | 5332 | 5312 | 5199 | 5288 | 5346 |
|               | 1975 | 2014 | 2017 | 2019 | 2021 | 2022 | 2023 |